# K10-B
53°34′55″ пн. ш. 4°36′20″ сх. д. / 53.582083° пн. ш. 4.605556° сх. д.
K10-B — газове родовище у нідерландському секторі Північного моря, розташоване за 112 км від Ден-Хелдеру.

## Опис
Виявлене у 1979 році при бурінні розвідувальної свердловини K10-5. Поклади вуглеводнів пов'язані з пісковиками формації Слохтерен (група Rotliegend), на які перетворились сформовані в пустельних умовах дюни та річкові наноси пермського періоду.
Розробка провадилась з 1983 року через платформу K10-B, встановлену в районі з глибиною моря 28 метрів. Вона складалась із двох з'єднаних містком частин та зокрема забезпечувала компремування газу і проживання до 28 осіб з числа обслуговчого персоналу. Продукція подавалась через газопровід діаметром 500 мм та довжиною майже 10 км до платформи K13-A у блоці родовищ K13 (при цьому лінія проходила транзитом через платформу K13-C). Своєю чергою на K10-B надходив газ із родовища K10-C (яке в подальшому стало транзитним пунктом для K10-V), для чого існував трубопровід діаметром 250 мм та довжиною 5,2 км (у зворотньому ж напрямку по лінії діаметром 50 мм перекачувався метанол).
Протягом періоду експлуатації родовища видобуток вели через 10 свердловин, з яких через вичерпання запасів у 2003-му в роботі перебувала лише одна K10-B11 (колишня розвідувальна K10-15). Наприкінці зазначеного року зупинилась і вона.
Існували плани використання платформи для розробки покладів нафти у пісковиках формацій Bunter (тріас) та Vlieland (крейдовий період), через які проходили існуючі свердловини. Проте в підсумку у 2014-му році споруду остаточно демобілізували. Ці роботи виконав у два заходи плавучий кран великої вантажопідйомності Rambiz. Влітку ліквідували частину платформи, призначену для розміщення фонтанних арматур («джекет», на який вона спиралась, кран протранспортував на стропах до місця розборки), місток та житловий модуль, а на початку осені того ж року Rambiz повернувся для демонтажу виробничої платформи. 
Розробкою родовища займалась компанія Wintershall (100 % дочірня структура концерну BASF).